# Urocarpidium echinatum
Urocarpidium echinatum là một loài thực vật có hoa trong họ Cẩm quỳ. Loài này được (C. Presl) Krapov. miêu tả khoa học đầu tiên năm 1993.